# Кэмп-Лежен
База морской пехоты «Кэмп Леже́н» (англ. Marine Corps Base Camp Lejeune) — военно-учебный центр в Джэксонвилле, штат Северная Каролина, США, площадью 640 км².

## Происшествия
8 апреля 2014 года стоявший на посту у главных ворот морской пехотинец застрелил сослуживца, также находившегося в карауле.